# A Prisoner in the Harem
A Prisoner in the Harem è un film muto del 1913 diretto da Herbert Blaché.
Fu il debutto sullo schermo per Rosita Marstini, una nota ballerina e attrice teatrale di origine francese che in seguito, nel 1924, sarebbe rimasta coinvolta nel misterioso omicidio di Harry I. Katz.

## Trama
La bella Toru, benché ami Akbar, viene venduta da suo padre, un vecchio avaro, al rajah. Akbar, vagando nella foresta, cura una tigre ferita da una spina. L'animale, grato, diventa un fedele amico del giovane. Questi, quando scopre che la sua bella è stata data in sposa al rajah, penetra nell'harem per salvarla da quel destino. I due però sono ripresi insieme alla tigre. Il crudele rajah, pensando a una punizione per Akbar, progetta di farlo divorare. Ma si rende conto che la tigre non assalirà il condannato. Fa allora entrare nella gabbia un leone. Ma la tigre combatte contro di lui, uccidendolo. Furioso, il rajah cerca di uccidere Akbar con la sua spada, ma la tigre uccide anche lui.
Dopo la fuga di Akbar, Toru viene destinata a sacrificarsi nel rogo che accompagna la cerimonia funebre del suo signore. Ma il suo fedele amante riesce a salvarla ancora, ritornando questa volta alla testa di un gruppo di soldati britannici che fermano il crudele rito.

## Produzione
Il film - che inizialmente aveva il titolo di Prisoner in the Harem - fu prodotto dalla Blaché Features Inc.

## Distribuzione
Il copyright, richiesto dalla Blaché Features, Inc., fu registrato l'11 ottobre 1913  con il numero LP1391.

Distribuito dalla Blaché Features Inc., il film uscì nelle sale cinematografiche statunitensi il 6 ottobre 1913.
Non si conoscono copie ancora esistenti della pellicola che viene considerata presumibilmente perduta.